# أيغيروس
أيييروس (Αίγειρος) هي مدينة في رودوبي في مقاطعة فوريا إلادا في اليونان.
يبلغ عدد سكانها حوالي 1088   نسمة.